# Myurella nathaliae
Myurella nathaliae is een slakkensoort uit de familie van de Terebridae. De wetenschappelijke naam van de soort is voor het eerst geldig gepubliceerd in 1988 door Drivas & Jay.